# For Your Entertainment (album)
A For Your Entertainment Adam Lambert amerikai énekes első hivatalos nagylemeze, amely 2009. november 23-án jelent meg az Amerikai Egyesült Államokban, Magyarországon pedig 2010. május 3-án. A kritikusok kedvező véleménnyel fogadták a lemezt, amely a Billboard 200-as listáján a harmadik helyen is szerepelt, és platina minősítést kapott Kanadában és Új-Zélandon. Adam Lambert 2010 júniusában indította el az albumát népszerűsítő, első önálló koncertturnéját, amely a The Glam Nation Tour nevet kapta.

## Előkészületek és felvételek
Adam Lambertre az American Idol tehetségkutató verseny 8. évadjában figyeltek fel. A második helyezést elérő fiatal énekesnek a verseny végeztével több kiadó is szerződést kínált; Adam Lambert végül a Sony Music Entertainment egyik leányvállalatának, az RCA Records ajánlatát fogadta el. A kiadónál olyan nevekkel dolgozhatott együtt első önálló lemezén, mint Lady Gaga, Greeg Wells, Max Martin, Linda Perry, RedOne, Ryan Tedder, Evan „Kidd” Bogart, Sam Sparro, Kara DioGuardi, Rivers Cuomo és Pink. Adam Lambert így nyilatkozott: „Nagyon szerencsésnek érzem magam, hogy a popzenei élet legnagyobb producereivel és zeneszerzőivel dolgozhatom együtt. Az albumom ezen emberek zsenialitásának és együttes energiájának a tükre.”
2009. október 28-án az énekes bejelentette, hogy az album felvezető kislemeze és egyben névadója is a For Your Entertainment lesz, a kislemez producere pedig Dr. Luke. Twitterén keresztül később azt is közzétette, hogy együtt dolgozott egy számon Lady Gagával: „Igen, igaz: a tegnapot a stúdióban töltöttem az őrülten tehetséges és kreatív Lady Gagával, egy általa írt számot vettünk fel. Imádom őt.” Később ezt az üzenetet fűzte előbbi bejegyzéséhez: „Gaga már jó ideje megírta a számot, és úgy gondolta, éppen hozzám illő lenne. Ez egy egyéni szám. Nagy megtiszteltetés ez nekem, igen szerencsésnek érzem magamat a felkérés miatt.” A Fever címet kapott számnak Jeff Bhasker lett a producere. Adam Lambert egy másik interjúban ezt nyilatkozta a Gagával való közös munkáról: „[A Fevert] együtt vettük fel a stúdióban, ami nagyon izgalmas volt, és iszonyat jól éreztük magunkat. A szám tulajdonképpen a felszabadultságról szól, hogy érezzük jól magunkat. Gaga a vokális korlátaimat feszegette egész végig, folyamatosan rám szólt, hogy legyek vadabb és őrültebb. Úgy érzem, tényleg elkaptuk azt az igazi rock & roll érzést.”
A Soaked című számot a Muse együttes tagja, Matthew Bellamy írta. „A Muse-nak összehasonlíthatatlan a hangzása. Számomra a Soaked az ivásról szól. Rengeteg olyan ember van, akik bárokban keresik a szerelmet, és egy ilyen helyen nehéz valódi kapcsolatot találni. Erről szól a szám. Szó van benne a magányról és érzelmi ürességről, de ezt nem lehet igazán orvosolni. A szám kimenetele nem azt a negatív, önsajnáltató üzenetet hordozza, mint azt már megszoktuk, hanem inkább arra fókuszál, hogy ha nem is találod meg, akit keresel, rendben leszel, ne aggódjál. Szerintem ez megnyugtató. Imádom a dallamát és a vokált – nagyon teátrális” – mondta Adam Lambert.
A lemez első számaként szereplő Music Againt a The Darkness-tag Justin Hawkins szerezte; a számon elsősorban a Queen és a Sweet együttesek hatása érezhető. A Music Again valamennyi vokálját a hollywoodi Capitol Studiosban vették fel. A kislemeznek szánt Whataya Want from Me Max Martin, Shellback és Pink közös száma, és eredetileg az énekesnő saját albumára szánták. Adam Lambert szerint a számot kétféleképpen lehet értelmezni: „egyrészt szólhat arról, amikor próbálod a saját érzelmeidet irányítani egy kapcsolatban, ugyanakkor egy üzenet a rajongóimnak és a médiának is: Mit akartok még tőlem? Én mindent megteszek, ami tőlem telik!” A Loaded Smile című számot Linda Perry írta; Adam Lambert ezt mondta kettőjük együttműködéséről: „Lindában azt szeretem, hogy abszolút nem érdekli, mik az aktuális pop zenei trendek és a saját útját járja, én pedig ezt nagyon tisztelem. A szám egyébként gyönyörű, és meg van benne a glames hangulat is. Nagyon magas hangtartományban kellett énekelnem a többi számhoz képest, de ez jól jött, mert változatosságot hozott a lemezre.” Maga Adam Lambert a Strut, a Pick U Up, az Aftermath és a Broken Open számok írásában működött közre.
Az album nem képvisel egységes stílust, a különböző műfajokat tudatosan keverték össze: „Olyan lemezt akartam, ami nem következetes, hiszen én magam sem vagyok ilyen, és rengeteg fajta zenét hallgatok. Azt akartam, hogy legyen dance-es, popos és nemzetközi. Szerettem volna, ha mindenki megtalálhatná a hangulatához illő zenét.”

## Promóció
Első nagylemeze reklámozására Adam Lambert előadta néhány számát élőben az AOL Sessions zenei televízió-műsorban. A 2009 novemberében megrendezett American Music Awards gálán az énekes botrányos fellépése miatt később több, az ABC által rendezett fellépését lemondták. A CBS ugyanakkor meghívta az énekest The Early Show nevezetű reggeli műsorába, hogy interjút készítsenek vele, és egyben lehetőséget adjanak számára néhány szám előadására. Ezek után Adam Lambert számos beszélgetőműsorban, fellépésen vett részt és több interjút adott, hogy tisztázza valamennyi pletykát maga és új albuma körül, és egyben reklámozza a lemezt. Feltűnt többek között a The Ellen DeGeneres Show-ban, a The View-ban és a The Oprah Winfrey Show-ban is. 2010. március 10-én az énekes a VH1 zenei adó Unplugged műsorában kisebb koncertet adott: elénekelte többek között a For Your Entertainment, a Whataya Want from Me, a Music Again, a Down The Rabbit Hole és a Broken Open dalokat. A tavasz folyamán Adam Lambert több európai, valamint ázsiai televíziós és rádiós műsorban is nyilatkozott és énekelt, így vezetve fel lemezének nemzetközi megjelenését.

### Kislemezek az albumról
A legelőször kiadott kislemez a Time for Miracles volt, ezt magának az albumnak a megjelenése előtt, 2009. október 16-án tették közzé. A lemezre bónuszként felkerülő számot valójában a 2012 című mozifilm betétdalának írta Alain Johannes és Natasha Shneider; és a dalhoz készült klip is a filmből emel át jeleneteket. A For Your Entertainmentről elsőként kiadott, „valódi,” a lemezhez készült kislemez az album címadó száma volt; ez először 2009. október 30-án hangzott fel egy rádióműsorban. A számhoz készült klipet Ray Kay rendezte, a videóklip az énekes hivatalos honlapján volt látható először. A második kislemez, a Whataya Want from Me szintén megelőzte az albumot; 2009. november 20-án vált hivatalosan letölthetővé az Egyesült Államokban. Harmadik kislemezként az If I Had You című számot adták ki. Lambert és Lady Gaga koprodukciós száma, a Fever az énekes új-zélandi látogatásának alkalmából jelent meg az országban kislemezként, később pedig Szingapúrban is kiadták. 2010 őszén az Aftermath került újabb kislemezként a boltok polcaira Finnországban, miután az ottani Finland Idols tehetségkutató verseny hivatalos reklámzenéjének választották. Habár kezdetben úgy tűnt, az Aftermath nem jelenik meg kislemezként az Egyesült Államokban, 2011 márciusában a szám a Billboard újrakevert változatában – Aftermath (Remix by Billboard) – a nemzetközi piacon is megjelent; az énekes honlapján vásárolható meg letöltése. Kanadában a Sleepwalkert választották promóciós kislemeznek; októberben debütált az ország rádiós listáin. Sem a Feverhöz, sem a Sleepwalkerhez és az Aftermath-hoz nem készült videóklip; mindhármat rádiós  játszásra szánták, noha a Sleepwalkerrel kapcsolatban felmerültek olyan információk is, hogy esetleg nemzetközi kislemez lesz belőle.

### The Glam Nation Tour
Adam Lambert 2010 júniusának elején indult el első önálló turnéjára, ami a The Glam Nation Tour nevet kapta. Az énekes 2010. április 28-án jelentette be a turnét saját honlapján. A koncertsorozat állomásai között észak-amerikai, új-zélandi, ausztráliai és európai városok szerepelnek. Előénekesként az American Idol 8. évadjában szerepelt Allison Iraheta és az ausztrál származású gitáros, Orianthi lépnek fel.

## Fogadtatás
| Kritikák             | Kritikák  |
| Forrás               | Értékelés |
| -------------------- | --------- |
| AllMusic             | [ 34 ]    |
| Boston Globe         | (vegyes)  |
| Entertainment Weekly | (B+)      |
| The Detroit News     | (kedvező) |
| Los Angeles Times    | [ 38 ]    |
| Slant Magazine       | [ 39 ]    |
| Spin                 | [ 40 ]    |
| Toronto Star         | [ 41 ]    |
| Rolling Stone        | [ 42 ]    |
| About.com            | [ 8 ]     |

A lemez kritikai megítélése szakmai körökben összességében jó volt. A Metacritic tíz, a szakmában elismert kritikát alapul véve összesítésben a 100-ból 71 pontosra értékelte a nagylemezt. A Huffington Post magazin ötből négy csillaggal az „örök klasszikusok” közé sorolta az albumot: „egészében véve a For Your Entertainment a jelek szerint az egyik leghatásosabb poplemez a nemrégiben debütáltak közül.” A The Detroit News értékelésében kijelentette, hogy „magától értetődik, hogy a For Your Entertainment állja meg leginkább a helyét az eddigi idolosok lemezei közül. Lambert előtt sikeres jövő áll…” Bill Lamb, az About.com zenei szakértője „összetartó, tökéletesen élvezhető, sőt, kalandos művészeti megnyilatkozásként” értékelte a lemezt. Azt írta, a „For Your Entertainment zenei parádéja izgalmas glam kabaré Adam Lamberttel, a megkérdőjelezhetetlen sztárral.”
A Slant Magazine szerint „a Lady Gaga szerezte Fever és a Pink és Max Martin által írt Whataya Want from Me tüneményesen jó kislemezek, amik lehetőséget adnak Lambertnek a ragyogásra. Hogy Simon Cowell egyik kedvenc szavajárásával éljünk: Lambert zenéje úgy hangzik, ahogy az Idol-albumok ritkán szoktak.” A magazin ugyanakkor negatívumként hozza fel a nagylemezzel kapcsolatban, hogy a számok jelentős részét nem Adam Lambert szerezte, és több dal is igencsak emlékeztet korábbiakra. A BBC zenei szakértője vegyes véleménnyel volt a lemezről: „a For Your Entertainmentnek megvannak a maga nyomorúságos pillanatai – a Sure Fire Winners egy kellemetlen csipetnyi félreítélt hencegés, és a Music Again egy kólareklám zenéjének illik be –, de a legtöbb esetben a meglepetések tárháza. És hogy semmi sem hangzik úgy, mint egy egyértelmű sláger, csak fokozza a lemez varázsát.” A Rolling Stone magazin értékelésében „a dalok jól hangzanak, de kicsit unalmasak – az Entertainment egy túl kimódolt lemeznek tűnik. Legközelebb a kimagasló tehetségű Lambertnek biztosan szíven kellene találnia mindenkit.”
A magyar oldalak közül a szoljon.hu munkatársa „istenáldotta tehetségnek” nevezte Adam Lambertet, lemezéről pedig ezt írta: „lemezét hallgatva, mely egyszerűen csak a Szórakoztatásodra (For Your Entertainment) címet kapta, valóban jól érezhetjük magunkat. […] akkor sem tévedünk nagyot, ha azt mondjuk: mindegyik szám telitalálat.”
2010-ben Adam Lambert első nagylemezének köszönhetően jelölést kapott a 21. GLAAD Media Awardra kiemelkedő zenei előadók kategóriájában.

## Számlista
|     | Cím                    | Szerző(k)                                       | Producer(ek)                       | Hossz |
| --- | ---------------------- | ----------------------------------------------- | ---------------------------------- | ----- |
| 1.  | Music Again            | Justin Hawkins                                  | Rob Cavallo                        | 3:16  |
| 2.  | For Your Entertainment | Claude Kelly, Dr. Luke                          | Dr. Luke                           | 3:35  |
| 3.  | Whataya Want from Me   | Pink, Max Martin, Shellback                     | Martin, Schellback                 | 3:47  |
| 4.  | Strut                  | Adam Lambert, Kara DioGuardi, Greg Wells        | Wells                              | 3:30  |
| 5.  | Soaked                 | Matthew Bellamy                                 | Cavallo                            | 4:33  |
| 6.  | Sure Fire Winners      | David Gamson, Alexander James, Oliver Lieber    | Cavallo                            | 3:33  |
| 7.  | A Loaded Smile         | Linda Perry                                     | Perry                              | 4:04  |
| 8.  | If I Had You           | Max Martin, Shellback, Savan Kotecha            | Martin, Shellback, Kristian Lundin | 3:48  |
| 9.  | Pick U Up              | Adam Lambert, Rivers Cuomo, Greg Wells          | Wells                              | 4:00  |
| 10. | Fever                  | Lady Gaga, Jeff Bhasker                         | Bashker                            | 3:26  |
| 11. | Sleepwalker            | Ryan Tedder, Aimee Mayo, Chris Lindsey          | Tedder                             | 4:25  |
| 12. | Aftermath              | Adam Lambert, Alisan Porter, Ferras, Prince Ben | Howard Benson                      | 4:26  |
| 13. | Broken Open            | Adam Lambert, Greg Wells, Evan Bogart           | Wells                              | 5:11  |
| 14. | Time for Miracles      | Alain Johannes, Natasha Shneider                | Rogg                               | 4:43  |

| 15. | Master Plan                                      | Ryan Tedder, Dave Roth, Pat Benzer, David Jost | Tedder | 3:21 |
| 16. | Down the Rabbit Hole                             | Adam Lambert, Greg Wells, Evan Bogart          | Wells  | 4:06 |
| 17. | Voodoo                                           | Adam Lambert, Sam Sparro                       |        | 3:13 |
| 18. | Can’t Let You Go (csak az Egyesült Királyságban) | Claude Kelly, Greg Wells                       | Rogg   | 4:14 |
| 19. | No Boundaries                                    | Kara DioGuardi, Cathy Dennis, Mitch Allan      |        | 3:48 |

| 1. | Whataya Want from Me (Fonzerelli Electro House Club Mix)    | Pink, Max Martin, Shellback          | 5:51 |
| 2. | Whataya Want from Me (Brad Walsh A Vivir Mix)               | Pink, Max Martin, Shellback          | 4:31 |
| 3. | Whataya Want from Me (Jason Nevins Electrotek Extended Mix) | Pink, Max Martin, Shellback          | 6:22 |
| 4. | For Your Entertainment (Bimbo Jones Vocal Mix)              | Claude Kelly, Dr. Luke               | 6:29 |
| 5. | For Your Entertainment (Brad Walsh Remix)                   | Claude Kelly, Dr. Luke               | 4:56 |
| 6. | If I Had You (Jason Nevins Radio Edit)                      | Max Martin, Savan Kotecha, Shellback | 3:44 |

| 1.  | Music Again                        |  |
| 2.  | Sleepwalker                        |  |
| 3.  | For Your Entertainment             |  |
| 4.  | Soaked                             |  |
| 5.  | If I Had You                       |  |
| 6.  | Whataya Want from Me               |  |
| 7.  | Strut                              |  |
| 8.  | Fever                              |  |
| 9.  | If I Had You (videóklip)           |  |
| 10. | For Your Entertainment (videóklip) |  |
| 11. | Whataya Want from Me (videóklip)   |  |
| 12. | If I Had You „így készült”         |  |

## Eladások és albumlistás helyezések
Az albumot 198 000 példányban vásárolták meg az első héten, ezzel pedig a harmadik helyen nyitott a Billboard 200-as listáján. 2010. szeptember 23-ai adatok szerint csak a Egyesült Államokban 731 000-en vásárolták meg. Az Egyesült Királyságban november 20-án volt kapható először, kizárólag importból – ennek ellenére a 80. helyen nyitott a brit lemezlistán. A királyságban hivatalos 2010. május 3-án jelent meg az album; a lemezlistán a 36. hely volt a csúcspozíciója. Az áprilistól júniusig terjedő időszak folyamán Európa-szerte került boltokba a lemez, átütőbb sikert Németországban, Svédországban és Finnországban érve el. Adam Lambert bemutatkozó albumát platinalemeznek minősítették az eladások alapján többek között Kanadában, Új-Zélandon és Szingapúrban.
2011. januári adatok alapján a lemez világszerte több, mint 1,2 millió példányban kelt el világszerte; az Egyesült Államokban körülbelül 3 millióan töltötték le digitális formátumban a kislemezeket, melyekből világszerte 4,2 millió példány fogyott.
| Albumlista (2009/2010)       | Legjobb helyezés |
| ---------------------------- | ---------------- |
| Ausztrál albumlista          | 5                |
| Belga albumlista             | 56               |
| Brit albumlista              | 36               |
| Dán albumlista               | 30               |
| Európai Top 100 albumlista   | 46               |
| Finn albumlista              | 4                |
| Görög albumlista             | 5                |
| Holland albumlista           | 25               |
| Ír albumlista                | 60               |
| Kanadai albumlista           | 7                |
| Magyar albumlista            | 20               |
| Német albumlista             | 16               |
| Olasz albumlista             | 65               |
| Osztrák albumlista           | 22               |
| Svájci albumlista            | 34               |
| Svéd albumlista              | 8                |
| Új-zélandi albumlista        | 5                |
| USA Billboard 200 albumlista | 3                |

| Ország                    | Minősítés    |
| ------------------------- | ------------ |
| Amerikai Egyesült Államok | Aranylemez   |
| Ausztrália                | Platinalemez |
| Finnország                | Aranylemez   |
| Kanada                    | Platinalemez |
| Malajzia                  | Aranylemez   |
| Szingapúr                 | Platinalemez |
| Új-Zéland                 | Platinalemez |

| Lista (2010)        | Helyezés |
| ------------------- | -------- |
| USA Billboard 200   | 29       |
| Ausztrál lemezlista | 40       |

## Megjelenések
A lemez először az Egyesült Királyságban jelent meg digitális letöltés formájában 2009. november 20-án. A nemzetközi változaton a Voodoo, a Time for Miracles, a Master Plan, a No Boundaries és a Down the Rabbit Hole is szerepelt mint bónuszszám. A lemezt kiadták Tour Edition változatban is, amelyre a bónuszszámok mellett élő előadások, videóklipek és az If I Had You videóklipjének forgatásáról készített kisfilm is felkerült.
Az album kétféle borítóval jelent meg: az egyik a hivatalos, a lemez eredeti borítójának szánt kép, míg a másik a címadó dalhoz készített felvétel azzal a különbséggel, hogy a felirat az albumborítóként használt képen fentre került.
| Ország                    | Dátum                | Kiadó       | Formátum               |
| ------------------------- | -------------------- | ----------- | ---------------------- |
| Egyesült Királyság        | 2009. november 20.   | RCA Records | digitális letöltés     |
| Amerikai Egyesült Államok | 2009. november 23.   | RCA Records | CD, digitális letöltés |
| Kanada                    | 2009. november 23.   | Sony Music  | CD, digitális letöltés |
| Fülöp-szigetek            | 2009. november 23.   | Sony Music  | CD                     |
| Brazília                  | 2010. január 28.     | Sony Music  | CD                     |
| Ausztrália                | 2010. március 5.     | Sony Music  | CD, digitális letöltés |
| Japán                     | 2010. március 10.    | Sony Music  | CD, digitális letöltés |
| Argentína                 | 2010. április 23.    | Sony Music  | CD                     |
| Finnország                | 2010. május 1.       | Sony Music  | CD                     |
| Egyesült Királyság        | 2010. május 3.       | RCA Records | CD                     |
| Magyarország              | 2010. május 3.       | Sony Music  | CD                     |
| Olaszország               | 2010. június 1.      | RCA Records | CD, digitális letöltés |
| Japán                     | 2010. szeptember 22. | Sony Music  | CD és DVD              |
| Ausztrália                | 2010. október 1.     | Sony Music  | CD és DVD              |
| Egyesült Királyság        | 2010. október 25.    | Sony Music  | CD és DVD              |